# Caroline Wuiet
Caroline Wuiet Auffdiener, Caroline Vuyet ou Caroline Vuïet, née Charlotte Pétronille Vuiet le 17 août 1768 à Reims et morte le 22 mai 1834 à Saint-Cloud, est une femme de lettres, dramaturge et compositrice française.

## Biographie
Née le 17 août 1768 à Reims, Charlotte Pétronille Vuiet est la fille de Clément Vuiet, organiste de l'église Saint-Symphorien de Reims et de Marie Adrienne Labassée.
La famille s’installe ensuite à Rambouillet puis à Paris où Clément Vuiet ou Wuiet exerce les fonctions d’organiste puis de bibliothécaire.
Connue sous le nom de Caroline Wuiet, celle-ci épouse le 4 octobre 1806 à Porto, Portugal, l’ingénieur des Ponts et Chaussées et baron Joseph Auffdiener.
Demeurée veuve en 1811, elle décède à Saint-Cloud le 22 mai 1834, à l'âge de 65 ans.

## Carrière
À cinq ans, Caroline Wuiet est considérée comme un enfant prodige et est présentée à la reine Marie-Antoinette par la princesse de Lamballe. La reine la prend comme fille adoptive et lui fait délivrer une éducation artistique. Elle apprend la musique avec Andre Gretry, la peinture avec Greuze et le théâtre avec pour la vie Beaumarchais et Charles-Albert Demoustier,.
Jeune dramaturge, deux de ses pièces, Angélique en 1782 et L'Heureux Stratagème, ou Le Vol supposé en 1786, sont jouées au théâtre des Beaujolais à Paris. Caroline Wuiet commence également une carrière de compositrice et librettiste dès l'âge de dix-huit ans. Son premier opéra, Le Trompeur trompé, n'est pas joué. Elle a l'occasion de composer une suite à L'Épreuve villageoise de Grétry (1784), et écrit à la fois la musique et le livret pour L'Heureuse Erreur, accepté et répété à la Comédie-Italienne, mais qui n'est pas joué non plus. Lors d'un voyage en Italie, elle devient membre de l'Académie d'Arcadie, d'où un titre d'académicienne dont elle fait état quelquefois. Royaliste, elle est arrêtée et exilée pendant les premières années de la Révolution française.
Elle est de retour à Paris en 1797. Sous le Directoire, Caroline Wuiet compose à nouveau et rencontre un certain succès avec ses sonates. Émile Souvestre la dépeint, extravagante, se mêlant aux Incroyables et Merveilleuses, désireuse de profiter des plaisirs de la vie, et se passionnant pour les rumeurs et les intrigues parisiennes. Elle établit une société de femmes, échangeant sur les événements culturels et sur des thèmes philosophiques, et se lie d'amitié avec la fameuse Madame Tallien. Joséphine de Beauharnais, devenue l'épouse du général Bonaparte, semble aussi faire partie de ses fréquentations. Entreprenante, ne manquant pas d'idées, elle devient également journaliste et patron de presse. Elle fonde successivement Le Cercle, début 1798, qui parle encore de politique et s'attire des ennuis, Le Papillon, en juillet 1798, journal des « arts et des plaisirs », incluant des critiques de tableaux, et Le Phénix, d'août 1798 jusqu’en mars 1799, une publication ayant en épigraphe cette affirmation qui pourrait résumer ses propres projets : « Je renais toujours de ma cendre ». Enfin, La Mouche succède au Phénix, de septembre à novembre 1799, proclamant « Je pique sans blesser ». Puis renonçant à diriger son propre journal, elle contribue à l'une des premières publications françaises consacrées à la mode, le Journal des dames et des modes. Elle écrit concomitamment quelques essais et œuvres de fiction.
En 1806, elle épouse le colonel et baron Joseph Auffdiener, et le suit dans ses pérégrinations à Lisbonne, durant les guerres napoléoniennes. Quand les Français sont battus par les troupes anglaises en août 1808, Joseph Auffdiener est emprisonné et meurt en 1811. Caroline Wuiet rentre en France et continue à écrire et à composer, mais est vite désargentée.
Durant les dernières années de sa vie, elle rencontre des difficultés financières et souffre de troubles mentaux. Elle meurt sans domicile fixe, ayant vécu ses derniers jours dans le parc de Saint-Cloud.

## Pseudonymes
Elle a écrit et composé sous divers pseudonymes, dont Mademoiselle Caroline, Caroline Elléart, le nom de son mari (Aufdiener), mais aussi, au Portugal, Dona Elidora.

## Principales œuvres théâtrales ou musicales
- Angelina 1782, comédie.
- Zephyr and Flora 1784, opéra, publié à Bruxelles.
- Le Trompeur trompé opéra, 1785.
- Trois Sonates pour le clavecin avec violon et basse, Paris 1785.
- L'Heureuse Erreur, ou La Suite de l'épreuve villageoise , petit opéra, Paris, 1786, livret et musique de Caroline Wuiet.
- L'Heureux Stratagème, ou Le Vol supposé, 1786.
- Sophie 1787, comédie.
- Six romances avec accompagnement de piano Paris 1798.

## Principales publications littéraires
- Essai sur l'opinion publique. Fragments de poésies fugitives, dédié à madame Bonaparte, 1800.
- Mémoire de babiole, ou la Lanterne magique anglaise, 1803.
- Le Sterne du Mondego, ou le Français au Portugal, 1809.
- Le Couvent de Sainte Catherine, ou les Mœurs du XIIIe siècle, roman historique d'Anne Radcliffe, traduit par Mme la baronne Caroline A***, née W*** de M*** (qu'elle n'a pas traduit mais dont elle serait l'auteur), 1810.